# Primera División Uruguaya 1912
Il campionato era formato da otto squadre e il Nacional vinse il titolo.

## Classifica finale
| Pos. | Squadra              | G  | V  | N | P  | GF | GS | Punti |
| ---- | -------------------- | -- | -- | - | -- | -- | -- | ----- |
| 1    | Nacional             | 14 | 12 | 1 | 1  | 28 | 5  | 25    |
| 2    | CURCC                | 14 | 8  | 3 | 3  | 21 | 13 | 19    |
| 3    | Montevideo Wanderers | 14 | 7  | 4 | 3  | 21 | 14 | 18    |
| 4    | River Plate          | 14 | 7  | 3 | 4  | 16 | 9  | 17    |
| 5    | Bristol              | 14 | 3  | 7 | 4  | 12 | 14 | 13    |
| 6    | Central              | 14 | 4  | 4 | 6  | 9  | 19 | 12    |
| 7    | Universal            | 14 | 2  | 3 | 9  | 11 | 29 | 7     |
| 8    | Dublin               | 14 | 0  | 1 | 13 | 5  | 20 | 1     |

G = Partite giocate; V = Vittorie; N = Nulle/Pareggi; P = Perse; GF = Goal fatti; GS = Goal subiti; 